# Жау (микрорегион)

Жау на карте.

Жау (порт. Microrregião de Jaú) — микрорегион в Бразилии, входит в штат Сан-Паулу. Составная часть мезорегиона Бауру. 
Население составляет 	346 342	 человека (на 2010 год). Площадь — 	4 035,253	 км². Плотность населения — 	85,83	 чел./км².

## Демография
Согласно сведениям, собранным в ходе переписи 2010 г. Национальным институтом географии и статистики (IBGE), население микрорегиона составляет:						
| Полное население                             | Полное население                             | Полное население                             | Полное население                             | 346 342 |
| -------------------------------------------- | -------------------------------------------- | -------------------------------------------- | -------------------------------------------- | ------- |
| в том числе:                                 | Городское население                          | 331 791                                      | Процент городского населения, %              | 95,80   |
|                                              | Сельское население                           | 14 551                                       | Процент сельского населения, %               | 4,20    |
|                                              | Мужское население                            | 171 799                                      | Процент мужского населения, %                | 49,60   |
|                                              | Женское население                            | 174 543                                      | Процент женского населения, %                | 50,40   |
| Плотность населения, чел/км²                 | Плотность населения, чел/км²                 | Плотность населения, чел/км²                 | Плотность населения, чел/км²                 | 85,83   |
| Население микрорегиона в % к населению штата | Население микрорегиона в % к населению штата | Население микрорегиона в % к населению штата | Население микрорегиона в % к населению штата | 0,84    |

## Статистика
- Валовой внутренний продукт на 2003 составляет 3 159 009 014,00 реалов (данные: Бразильский институт географии и статистики).
- Валовой внутренний продукт на душу населения на 2003 составляет 9607,55 реалов (данные: Бразильский институт географии и статистики).
- Индекс развития человеческого потенциала на 2000 составляет 0,802 (данные: Программа развития ООН).

## Состав микрорегиона
В составе микрорегиона включены следующие муниципалитеты:
1. Барири
2. Барра-Бонита
3. Бокайна
4. Борасея
5. Дойс-Коррегус
6. Игарасу-ду-Тиете
7. Итажу
8. Итапуи
9. Жау
10. Макатуба
11. Минейрус-ду-Тиете
12. Педернейрас